# Gurmels
Gurmels is een gemeente en plaats in het Zwitserse kanton Fribourg en maakt deel uit van het district See/Lac. De voormalige gemeente Wallenbuch maakt ook onderdeel uit van de gemeente. Dit deel ligt geheel omsloten door het district Bern.

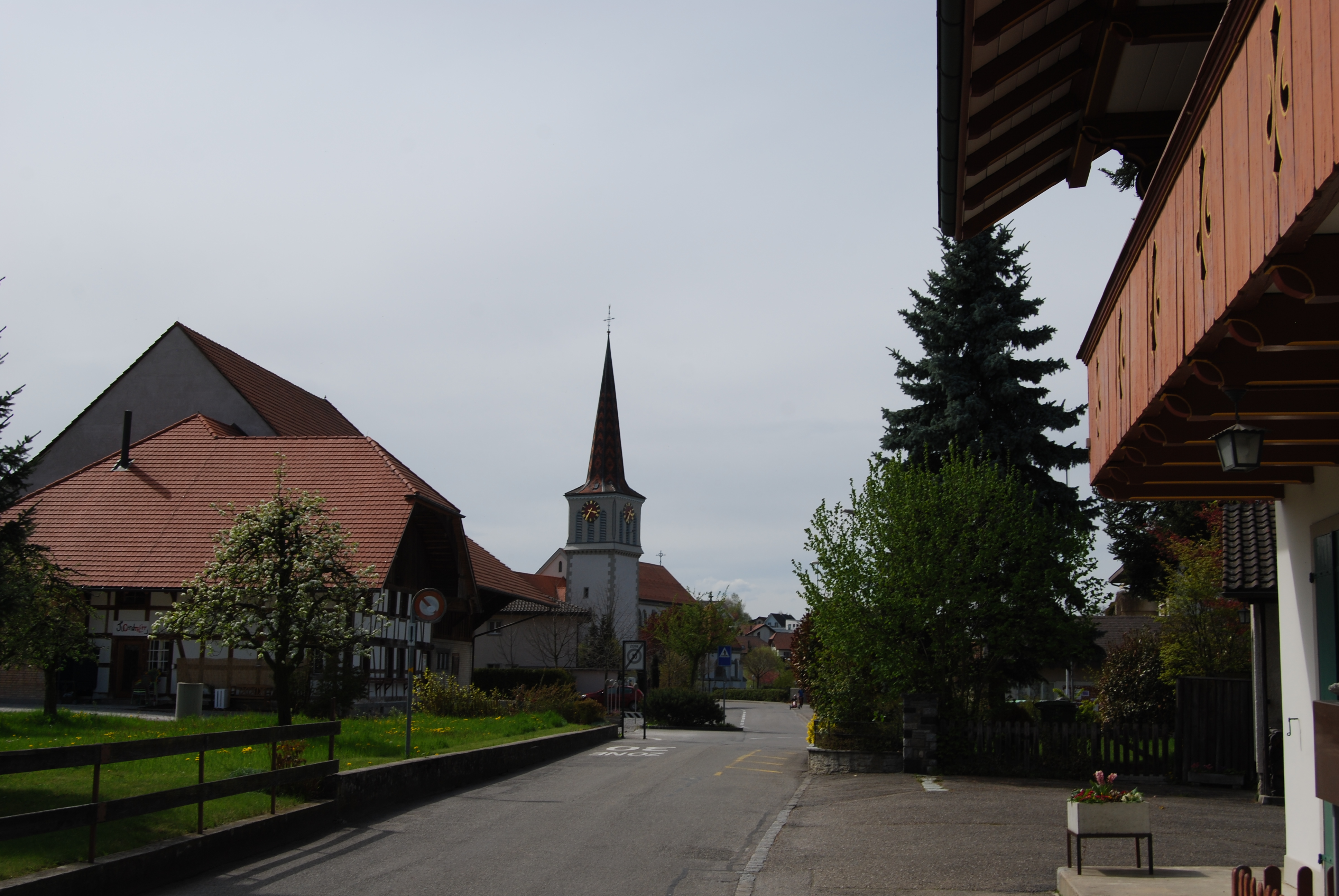
Gurmels

Gurmels telt 3630 inwoners.